# Dactylocerca sancarlosa
Dactylocerca sancarlosa is een insectensoort uit de familie Anisembiidae, die tot de orde webspinners (Embioptera) behoort. De soort komt voor in Mexico.
Dactylocerca sancarlosa is voor het eerst wetenschappelijk beschreven door Ross in 2003.